# Мусатов, Игорь Максимович
Игорь Максимович Мусатов (род. 23 сентября 1987 года, Москва, СССР) — российский хоккеист, игрок Национальной сборной России. Воспитанник московского «Спартака».

## Карьера
С момента начала профессиональной карьеры провел 586 игр:
- Сезоны 2004—2008 — Суперлига (79 игр)
- Сезоны 2008—2017 — Континентальная Хоккейная Лига (507 игр)

В матчах за сборную России по хоккею провел 73 игры.
Выступал в составе команд:
- «Спартак» (Москва) (с 2003 по 2006 год и 2009—2010 год)
- «Ак Барс» (Казань) (с 2006 по 2008 год)
- «Нефтехимик» (Нижнекамск) (2008—2009 год)
- «Атлант» (Мытищи) (2010—2012 год)
- «Салават Юлаев» (Уфа) (2012—2014 год)
- «Локомотив» (Ярославль) (2014—2015 год)
- «Авангард» (Омск) (2014—2015 год)
- «Витязь» (Подольск) (2015—2016 год)
- «Слован» (Братислава, Словакия) (2016—2017 год)

## Достижения
- Серебряный призёр чемпионата Суперлиги в составе в составе «Ак Барса» (сезон 2006/07 годов)
- Серебряный призёр Континентальной Хоккейной Лиги в составе «Атланта» (сезон 2011/12 годов)
- Двукратный бронзовый призёр КХЛ в составе «Ак Барса» (сезон 2007/08 годов) и «Локомотива» (Ярославль) (сезон 2013/14 годов)
- Серебряный призёр молодёжного Чемпионата Мира (2007 год)
- Обладатель Кубка Шпенглера
- Победитель Евротура Кубка Карьяла в составе Национальной сборной (2012 год)

## Личная жизнь
8 июня 2013 года женился на двукратной олимпийской чемпионке по художественной гимнастике Евгении Канаевой. Сделал предложение после окончания Олимпиады 2012 года в Лондоне. До этого пара встречалась один год. В марте 2014 года Канаева родила сына. В 2019 году пара развелась.

## Статистика
Последнее обновление: 19 марта 2015 года
| Легенда | Легенда                    | Легенда | Легенда                   | Легенда | Легенда    |
| ------- | -------------------------- | ------- | ------------------------- | ------- | ---------- |
| И       | Количество проведённых игр | Штр     | Штрафное время            | +/−     | Плюс-минус |
| Г       | Голы                       | П       | Голевые передачи          | О       | Очки       |
| -       | Статистика неизвестна      | —       | Статистика не учитывалась |         |            |